# 赞多比奥
赞多比奥（義大利語：Zandobbio），是意大利贝加莫省的一个市镇。总面积6.46平方公里，人口2707人，人口密度419.0人/平方公里（2009年）。国家统计（ISTAT）代码为016244。